# Пердіта (супутник)
Пердіта (англ. Perdita) — супутник планети Урана. Також позначається як Уран XXV.
Перші фотографії Пердіти були зроблені космічним апаратом «Вояджер-2» у 1986 році, але вона не була виявлена на тих знімках відразу. Лише через тринадцять років у 1999 році її виявив Еріх Каркошка під час роботи з архівом знімків «Вояджера-2». Новий супутник отримав тимчасове позначення S/1986 U 10.
Однак підтвердити існування Пердіти довгий час не вдавалося. Тому у 2001 Міжнародний астрономічний союз офіційно виключив об'єкт S/1986 U 10 зі списку супутників Урана.
У 2003 році знімки, зроблені космічним телескопом «Габбл», дозволили розпізнати космічне тіло у місці, де повинна була бути Пердіта, підтвердивши таким чином її існування.
Свою назву супутник отримав за іменем персонажа п'єси Шекспіра «Зимова казка».
Орбіта Пердіти пролягає між орбітами Белінди і Пака. Спостереження «Габбла» показують, що Пердіта рухається навколо Урана не чітко за законами Кеплера, а знаходиться в орбітальному резонансі 43:44 з Беліндою. Також рух Пердіти близький до орбітального резонансу 8:7 з Розаліндою.
Пердіта належить до групи внутрішніх дрібних супутників, серед яких окрім Пердіти Б'янка, Крессида, Дездемону, Джульєтту, Порцію, Розалінду, Купідон і Белінда. У цих супутників схожі орбіти і фотометричні властивості. Окрім орбіти, радіусу 15 км і геометричного альбедо 0,08, про Пердиту практично нічого не відомо.